# La montagna insanguinata
(Lord Rimoah verso Lupo Solitario e te, prefazione)
La montagna insanguinata (titolo originale The fall of Blood Mountain) è un librogame dello scrittore inglese Joe Dever, pubblicato nel 1997 a Londra dalla Red Fox Children's Books  e tradotto in numerose lingue del mondo. È il ventiseiesimo dei volumi pubblicati della saga Lupo Solitario. La prima edizione italiana, del 1997, fu a cura della Edizioni EL.
Questo libro è il sesto della serie, in cui il protagonista non è più il supremo maestro Ramas Lupo Solitario, ma uno dei suoi allievi del "Nuovo ordine": in queste avventure, è il lettore che deve scegliere il nome del proprio personaggio, o attraverso una combinazione di due nomi (estratti a sorte da due elenchi) oppure ideato direttamente dal lettore.

## Trama
È passato un anno da quando riuscisti a salvare il Supremo Maestro Ramas, Lupo Solitario, dalle grinfie del malvagio stregone Xaol. Durante quest'anno ti sei rivolto unicamente all'addestramento dei giovani Ramas. Una mattina, arrivò al monastero il buon Lord Rimoah, e chiese urgentemente di parlare con  Lupo Solitario. Lo accompagnasti nelle sale riservate, e, mentre stavi per uscire, il Maestro ti chiese di rimanere.
Lord Rimoah, iniziò a raccontarvi dei tragici avvenimenti, accaduti nel pacifico regno di Bor: esso è sotto la minaccia dello Shom'za, un essere malefico, imprigionato dai Maghi anziani durante la guerra dei Mille Anni che vide affrontarsi gli stessi Maghi anziani contro il primo campione di Naar, Agarash il Dannato.
Lo Shom'za è stato inavvertitamente liberato, durante gli scavi nelle regioni più profonde del Regno sotterraneo di Bor: questi scavi sono stati condotti, a causa della cupidigia del Principe Leomin, il più anziano dei 2 figli di Re Ryvin.
Lord Rimoah, è venuto chiedere ai Ramas di aiutare il Re Ryvin a salvare i suoi due figli e l'intero regno, dall'essere infernale.
Lupo Solitario, accettò, e diede l'incarico a te di portare a compimento la missione.

## Edizione
- Joe Dever, La montagna insanguinata, traduzione di Laura Pelaschiar McCourt, Collana Libro game, Edizioni EL, 1997,  cap. 350, ISBN 88-477-0126-0.